# Kuźnica (gmina Sulmierzyce)
Kuźnica – wieś w Polsce położona w województwie łódzkim, w powiecie pajęczańskim, w gminie Sulmierzyce.
| SIMC    | Nazwa      | Rodzaj     |
| ------- | ---------- | ---------- |
| 0552751 | Leśna Niwa | przysiółek |
| 0552745 | Wiśniów    | część wsi  |

W latach 1975–1998 miejscowość należała administracyjnie do województwa piotrkowskiego.